# 旧ソビエト連邦諸国におけるゴキブリの減少
旧ソビエト連邦諸国におけるゴキブリの減少（きゅうソビエトれんぽうしょこくにおけるゴキブリのげんしょう）は、21世紀に入ってロシアをはじめとするいくつかの旧ソビエト連邦構成共和国において確かめられた。
多くの種のゴキブリがロシア・アゼルバイジャン・カザフスタン・ウクライナ・モルドバ、そしてベラルーシにおいて急速に減少していることが示されている。

## 合理的説明
ゴキブリの個体数減少は誇張されているか、もしくはこうした現象は一時的なものか、周期的に起こっている可能性がある。家庭ごみを捨てる際にプラスチック製の袋を使ったり、ゴミ捨てシュートを使わなくなったことも原因かもしれない。あるいは、ゴキブリが家から他に快適な場所に移動したのかもしれない。ゴキブリと戦うための新しい、改良された化学薬品や方法が移住の理由となったかもしれないし、そのために個体数が減少しているように見えているのかもしれない。近代建築の資材もこうした現象に関係している可能性がある一方、こうした建築資材が使われていない家からもゴキブリが消えていることが判明している。
イエヒメアリの存在も減少の要因として考えられる。イエヒメアリはゴキブリと餌を奪い合う存在であり、しかもゴキブリをも獲物にしているため、これが減少の原因かもしれない。もちろんこれら複数の要因が重なりあい、最悪の状況が起こることにより、ゴキブリの個体数減少の原因となっている可能性もある。

## 他の要因
遺伝子組み換え作物の導入が、ゴキブリにとって悪影響を及ぼしたかもしれない。
オゾンホールの発生がゴキブリに対して異常なバイオリズムをもたらした仮説も存在する。ゴキブリ同士の争いも個体数を大きく減らす要因となるかもしれない。いくつかのゴキブリの（分類学における）種は食用とされており、捕食者により食べられてしまうことも減少の要因となり得る。

## 科学的な警告
チェリャビンスクとエカテリンブルクの科学者は、トウヨウゴキブリをレッドリストに加えるべきだと提唱している。